# Badminton-Afrikameisterschaft 2000
Die Badminton-Afrikameisterschaft 2000 war die zehnte Auflage der Titelkämpfe im Badminton auf dem afrikanischen Kontinent. Sie fand im Ende Juli 2000 in Bauchi, Nigeria statt.

## Austragungsort
- Multi-Purpose Sports Hall, Bauchi, Nigeria

## Medaillengewinner
| Disziplin    | Gold                              | Silber                              | Bronze                          |
| ------------ | --------------------------------- | ----------------------------------- | ------------------------------- |
| Herreneinzel | Denis Constantin                  | Ola Fagbemi                         | Abimbola Odejoke                |
| Herreneinzel | Denis Constantin                  | Ola Fagbemi                         | Édouard Clarisse                |
| Dameneinzel  | Amrita Sawaram                    | Chantal Botts                       | Grace Daniel                    |
| Dameneinzel  | Amrita Sawaram                    | Chantal Botts                       | Prisca Azuine                   |
| Herrendoppel | Denis Constantin Édouard Clarisse | Dotun Akinsanya Abimbola Odejoke    | Eugene Uys Dean Potgieter       |
| Herrendoppel | Denis Constantin Édouard Clarisse | Dotun Akinsanya Abimbola Odejoke    | Georgie Cupidon Nicholas Jumaye |
| Damendoppel  | Miriam Sude Grace Daniel          | Anusha Dajee Selvon Marudamuthu     | Bridget Ibenero Kuburat Mumini  |
| Damendoppel  | Miriam Sude Grace Daniel          | Anusha Dajee Selvon Marudamuthu     | Chantal Botts Karen Coetzer     |
| Mixed        | Abimbola Odejoke Bridget Ibenero  | Denis Constantin Selvon Marudamuthu | Edicha Ocholi Grace Daniel      |
| Mixed        | Abimbola Odejoke Bridget Ibenero  | Denis Constantin Selvon Marudamuthu | Eugene Uys Ronel Pieterse       |
| Teams        | Mauritius                         | Nigeria                             | Südafrika                       |

## Herreneinzel
- Dotun Akinsanya –  Harold Themba Ndaba: 15-8 / 15-3
- Dayo Adegbite –  Kareem Shedeed: 15-0 / 15-11
- Greg Orobosa Okuonghae –  Tamar Raafat: 15-4 / 15-2
- Hyder Aboobakar –  Nicholas Jumaye: 15-2 / 15-9
- Abimbola Odejoke –  Daniel Monei: 15-0 / 15-0
- Bature Alamba –  Mmoloki Motchala: 15-4 / 15-5
- Georgie Cupidon –  Danjuma Fatauchi: 17-15 / 15-3
- Gerhard Herselman –  Yehya Aldel Kader: 15-5 / 15-3
- Karim Shalam –  Tebogo Ofentse: 15-13 / 14-17 / 15-10
- Tujudeen Suleiman –  Eugene Uys: 15-13 / 15-2
- Denis Constantin –  Dotun Akinsanya: 15-3 / 9-15 / 17-15
- Dean Potgieter –  Dayo Adegbite: 15-11 / 15-5
- Michael Adams –  Greg Orobosa Okuonghae: 12-15 / 15-5 / 15-5
- Abimbola Odejoke –  Hyder Aboobakar: 17-14 / 15-9
- Georgie Cupidon –  Bature Alamba: 15-5 / 17-14
- Ola Fagbemi –  Gerhard Herselman: 15-4 / 15-3
- Edicha Ocholi –  Karim Shalam: 15-0 / 15-0
- Édouard Clarisse –  Tujudeen Suleiman: 15-12 / 12-15 / 15-0
- Denis Constantin –  Dean Potgieter: 15-7 / 15-8
- Abimbola Odejoke –  Michael Adams: 17-14 / 15-5
- Ola Fagbemi –  Georgie Cupidon: 15-13 / 15-6
- Édouard Clarisse –  Edicha Ocholi: 15-7 / 4-15 / 15-13
- Denis Constantin –  Abimbola Odejoke: 15-17 / 15-13 / 15-5
- Ola Fagbemi –  Édouard Clarisse: 15-6 / 15-3
- Denis Constantin –  Ola Fagbemi: 15-11 / 15-8

## Dameneinzel
- Karen Foo Kune –  Catherina Paulin: 11-7 / 11-4
- Maryam Sude –  Marwa Ali: 11-3 / 11-0
- Amrita Sawaram –  Alla Mohamed: 11-2 / 11-5
- Anusha Dajee –  Jacqueline Wanjiku Thiaya: 11-2 / 11-0
- Grace Daniel –  Joyce Malebogo Arone: 11-2 / 11-4
- Karen Foo Kune –  Gehan Ali: 11-1 / 11-3
- Chantal Botts –  Kuburat Mumini: 11-9 / 11-0
- Maryam Sude –  Keletso Morapedi: 11-5 / 11-3
- Amrita Sawaram –  Ronel Pieterse: 11-5 / 11-1
- Juliette Ah-Wan –  Gloria Emina: 3-11 / 11-6 / 11-4
- Bridget Ibenero –  Anusha Dajee: 11-9 / 11-8
- Prisca Azuine –  Leungo Tshweneetsile: 11-3 / 11-2
- Grace Daniel –  Karen Foo Kune: 11-8 / 11-8
- Chantal Botts –  Maryam Sude: 11-1 / 11-9
- Amrita Sawaram –  Juliette Ah-Wan: 13-11 / 11-6
- Prisca Azuine –  Bridget Ibenero: 13-10 / 11-8
- Chantal Botts –  Grace Daniel: 5-11 / 13-12 / 11-5
- Amrita Sawaram –  Prisca Azuine: 11-9 / 5-11 / 11-9
- Amrita Sawaram –  Chantal Botts: 11-9 / 11-3

## Herrendoppel
- Ola Fagbemi /  Greg Orobosa Okuonghae –  Mmoloki Motchala /  Harold Themba Ndaba: 15-10 / 15-3
- Dean Potgieter /  Eugene Uys –  Karim Shalam /  Kareem Shedeed: 15-5 / 15-4
- Georgie Cupidon /  Nicholas Jumaye –  Michael Adams /  Gerhard Herselman: 15-12 / 14-17 / 15-12
- Dayo Adegbite /  Tujudeen Suleiman –  Yehya Aldel Kader /  Tamar Raafat: 15-1 / 15-7
- Hyder Aboobakar /  Geenesh Dussain –  Daniel Monei /  Tebogo Ofentse: 15-3 / 15-3
- Édouard Clarisse /  Denis Constantin –  Ola Fagbemi /  Greg Orobosa Okuonghae: 15-5 / 15-3
- Dean Potgieter /  Eugene Uys –  Edicha Ocholi /  Danjuma Fatauchi: 5-15 / 15-11 / 15-7
- Georgie Cupidon /  Nicholas Jumaye –  Dayo Adegbite /  Tujudeen Suleiman: 11-15 / 15-8 / 15-6
- Dotun Akinsanya /  Abimbola Odejoke –  Hyder Aboobakar /  Geenesh Dussain: 15-11 / 15-3
- Édouard Clarisse /  Denis Constantin –  Dean Potgieter /  Eugene Uys: 15-5 / 15-8
- Dotun Akinsanya /  Abimbola Odejoke –  Georgie Cupidon /  Nicholas Jumaye: 15-4 / 15-4
- Édouard Clarisse /  Denis Constantin –  Dotun Akinsanya /  Abimbola Odejoke: 15-2 / 15-8

## Damendoppel
- Chantal Botts /  Karen Coetzer –  Amrita Sawaram /  Karen Foo Kune: 15-6 / 15-11
- Bridget Ibenero /  Kuburat Mumini –  Marwa Ali /  Ronel Pieterse: 15-2 / 15-4
- Prisca Azuine /  Gloria Emina –  Joyce Malebogo Arone /  Jacqueline Wanjiku Thiaya: 15-4 / 15-3
- Grace Daniel /  Maryam Sude –  Juliette Ah-Wan /  Catherina Paulin: 15-2 / 15-12
- Bridget Ibenero /  Kuburat Mumini –  Keletso Morapedi /  Leungo Tshweneetsile: 15-4 / 15-3
- Anusha Dajee /  Selvon Marudamuthu –  Prisca Azuine /  Gloria Emina: 15-3 / 15-7
- Chantal Botts /  Karen Coetzer –  Gehan Ali /  Alla Mohamed: w.o.
- Grace Daniel /  Maryam Sude –  Chantal Botts /  Karen Coetzer: 6-15 / 15-4 / 15-13
- Anusha Dajee /  Selvon Marudamuthu –  Bridget Ibenero /  Kuburat Mumini: 8-15 / 15-2 / 15-5
- Grace Daniel /  Maryam Sude –  Anusha Dajee /  Selvon Marudamuthu: 13-15 / 15-6 / 15-4

## Mixed
- Eugene Uys /  Ronel Pieterse –  Daniel Monei /  Joyce Malebogo Arone: 15-1 / 15-3
- Tebogo Ofentse /  Keletso Morapedi –  Karim Shalam /  Marwa Ali: 15-11 / 15-5
- Hyder Aboobakar /  Amrita Sawaram –  Tujudeen Suleiman /  Kuburat Mumini: 15-2 / 15-8
- Mmoloki Motchala /  Jacqueline Wanjiku Thiaya –  Yehya Aldel Kader /  Gehan Ali: 17-16 / 7-3 Ret.
- Geenesh Dussain /  Anusha Dajee –  Danjuma Fatauchi /  Maryam Sude: 15-7 / 15-2
- Eugene Uys /  Ronel Pieterse –  Tamar Raafat /  Alla Mohamed: 15-5 / 15-2
- Gerhard Herselman /  Chantal Botts –  Nicholas Jumaye /  Catherina Paulin: 15-4 / 15-6
- Abimbola Odejoke /  Bridget Ibenero –  Tebogo Ofentse /  Keletso Morapedi: 15-2 / 15-7
- Hyder Aboobakar /  Amrita Sawaram –  Dean Potgieter /  Karen Coetzer: 15-11 / 15-10
- Edicha Ocholi /  Grace Daniel –  Harold Themba Ndaba /  Leungo Tshweneetsile: 15-7 / 15-2
- Dotun Akinsanya /  Prisca Azuine –  Mmoloki Motchala /  Jacqueline Wanjiku Thiaya: 15-7 / 15-2
- Denis Constantin /  Selvon Marudamuthu –  Georgie Cupidon /  Juliette Ah-Wan: 15-10 / 15-9
- Eugene Uys /  Ronel Pieterse –  Geenesh Dussain /  Anusha Dajee: 15-7 / 15-12
- Abimbola Odejoke /  Bridget Ibenero –  Gerhard Herselman /  Chantal Botts: 6-15 / 15-14 / 15-8
- Edicha Ocholi /  Grace Daniel –  Hyder Aboobakar /  Amrita Sawaram: 15-3 / 15-11
- Denis Constantin /  Selvon Marudamuthu –  Dotun Akinsanya /  Prisca Azuine: 15-9 / 15-12
- Abimbola Odejoke /  Bridget Ibenero –  Eugene Uys /  Ronel Pieterse: 15-3 / 10-15 / 15-9
- Denis Constantin /  Selvon Marudamuthu –  Edicha Ocholi /  Grace Daniel: 17-14 / 15-17 / 15-7
- Abimbola Odejoke /  Bridget Ibenero –  Denis Constantin /  Selvon Marudamuthu: 5-15 / 17-16 / 15-12